# John H. Martindale
John Henry Martindale (20 de marzo de 1815 - 13 de diciembre de 1881) fue un abogado estadounidense, general del Ejército de la Unión y político.

## Primeros años
Martindale nació en Sandy Hill, condado de Washington, Nueva York. Era el hijo del congresista Henry C. Martindale y Minerva Hitchcock Martindale. En 1831 Martindale ingresó en la Academia Militar de los Estados Unidos en West Point y se graduó en 1835. Fue nombrado segundo teniente brevet, pero renunció al ejército al año siguiente y comenzó a estudiar derecho. Fue admitido en el colegio de abogados en 1838 y comenzó a ejercer en Batavia, Nueva York. En 1840 se casó con Emeline M. Holden. Fue fiscal de distrito del condado de Genesee de 1842 a 1846 y de 1848 a 1851. Luego se trasladó a Rochester, Nueva York.

## Guerra civil
El 9 de agosto de 1861, Martindale fue nombrado general de brigada de voluntarios en el Ejército de la Unión y se le asignó el mando de una brigada dentro del Ejército del Potomac. Posteriormente participó en todas las batallas de la Campaña de la Península en el V Cuerpo. Después de la retirada de Malvern Hill, fue nombrado mayor general de voluntarios y nombrado gobernador militar de Washington D. C., puesto que ocupó desde noviembre de 1862 hasta mayo de 1864. Después regresó al servicio de campo, luchando con el XVIII Cuerpo en la Campaña de Bermuda Hundred, la batalla de Cold Harbor y el asedio de Petersburgo, comandando el cuerpo brevemente a mediados de julio de 1864. En septiembre de 1864 renunció a su cargo debido a su mala salud.

## Regreso a la vida de posguerra
John H. Martindale fue fiscal general del Estado de Nueva York desde 1866 hasta 1867, elegido en 1865 en la lista republicana.
En 1877, uno de sus clientes intentó dispararle en su despacho de abogados en Rochester, Nueva York.
Murió en Niza, Alpes Marítimos, Francia, y fue enterrado en el cementerio de Batavia en Batavia, Nueva York.